# Cattle station

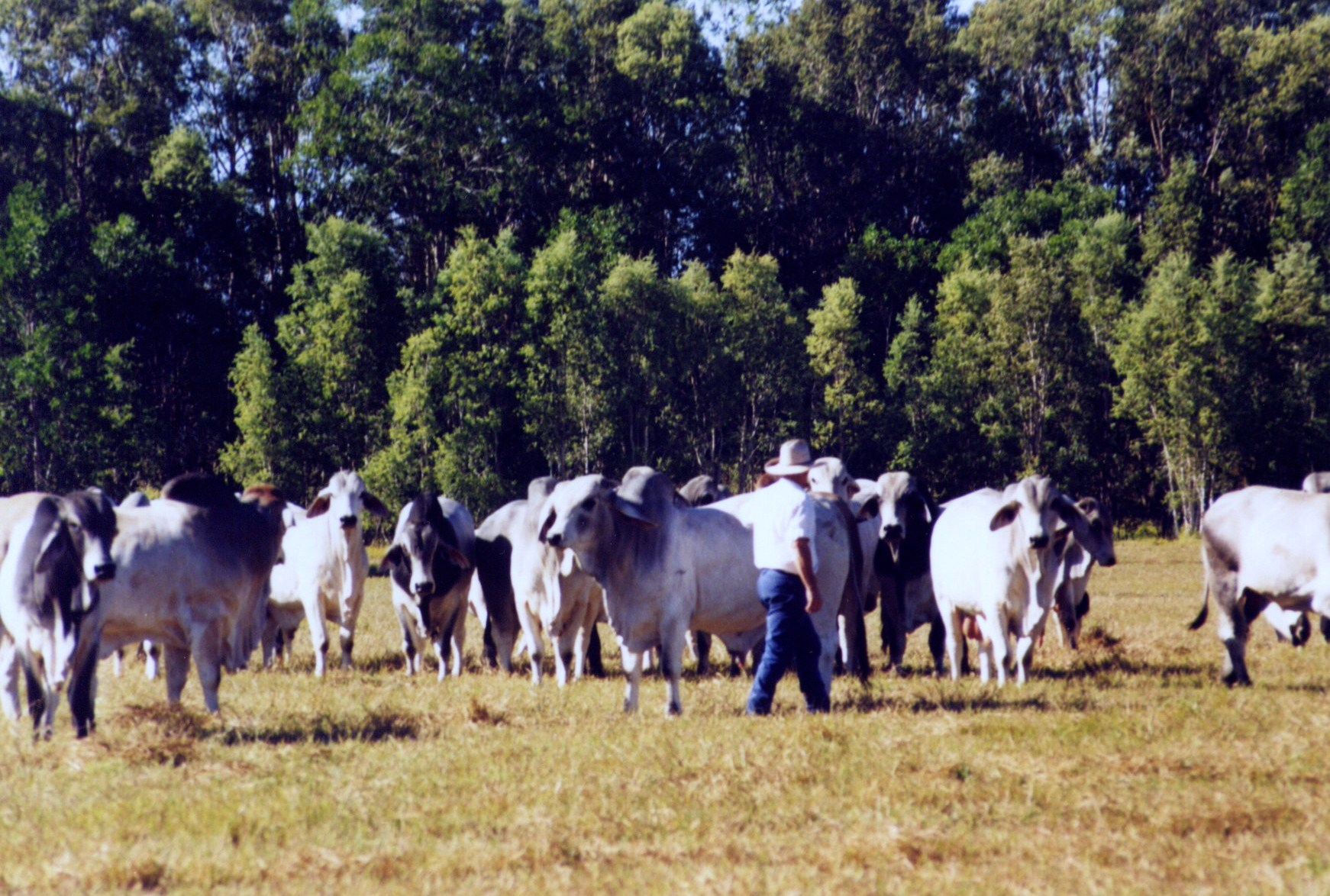
Tori di razza Brahman, al pascolo nella Tipperary Station, Territorio del Nord, Australia

Cattle station è il termine con cui in Australia e Nuova Zelanda si definisce una grande fattoria (station è l'equivalente australiano del ranch statunitense), specializzata nell'allevamento di bovini e condotta da un grazier, il proprietario dell'azienda. La più grande azienda di questo tipo è l'Anna Creek station, nell'Australia Meridionale, estesa per circa 24 000 km², la stessa estensione dell'intera regione Lombardia.
Questo tipo di azienda nasce sul territorio australiano per iniziativa di Sir Sidney Kidman (1857-1935), il quale istituisce una catena di tali station in grado di offrire in buone condizioni le loro scorte di carne destinate ai mercati. Attualmente la North Australian Pastoral Company Pty Limited (NAPCO) è una delle maggiori produttrici di carne bovina australiana, proprietaria di una mandria di oltre 180 000 capi di bestiame e di 14 cattle station situate nel Queensland e nel Territorio del Nord
Data la vastità del territorio da controllare, per monitorare le attività e per integrare la funzione dei tradizionali mandriani a cavallo, la moderna tecnologia ha fornito come strumenti di controllo mezzi terrestri ed elicotteri. Questi ultimi, grazie alla loro manovrabilità, hanno un candidato ideale nel Robinson R22, un elicottero leggero di produzione statunitense, utilizzato anche nei ranch oltreoceano.
La Cattle station ha un termine equivalente, sheep station, usato nelle fattorie specializzate nell'allevamento ovino, nella maggior parte dei casi situate nelle vicinanze dei pascoli nei pastoral lease e di dimensioni più modeste.
Alcune station non seguono una politica di specializzazione così estrema nell'allevamento del bestiame dedicandosi contemporaneamente a bovini, ovini e caprini, questo per evitare di rendersi economicamente meno vulnerabili alle variazioni dei prezzi nel mercato della lana e delle carni bovine.
Nel lessico comune dell'inglese australiano viene utilizzato anche per fare riferimento a qualcosa di grandi dimensioni o di grande importanza.